# Rumi (azienda)
Rumi è stata una azienda italiana che costruiva motociclette e apparecchiature di vario tipo con sede a Bergamo.
Tipicamente si trattava di una fonderia che nell'anteguerra produceva eliche e periscopi (cosa che si riscontra anche sul logo aziendale), la cui forza lavoratrice era passata da una decina degli anni venti al migliaio di occupati allo scoppio della seconda guerra mondiale.
Nel secondo dopoguerra la produzione venne rilanciata nel campo dei macchinari per l'industria alimentare, per l'industria cinematografica e per quella tessile.
Data la grande richiesta di veicoli per il trasporto personale, Donnino Rumi (1908-1980) figlio del fondatore dell'azienda, decise di avviare la costruzione di motori motociclistici, affidando il progetto del propulsore a Pietro Vassena nel 1948.
L'anno successivo, in joint venture con la piccola casa motociclistica milanese AMISA, fu presentato al 27º Salone di Milano il prototipo AMISA-Rumi 125. 
Visto il successo ottenuto al salone e la scarsa capacità produttiva della AMISA, la Rumi decise di costruire la moto in proprio.
La produzione motociclistica iniziò nel 1949,  con la preparazione di un secondo prototipo presentato alla Fiera Campionaria di Milano nel 1950 e semplificato rispetto alla versione "AMISA" dall'eliminazione della valvola rotante. Si trattava del modello Turismo con motore bicilindrico di 125 cm³, erogante 6 CV; la produzione in serie iniziò immediatamente e durò fino al 1956. Poteva essere richiesta anche in versione motocarrozzetta.
Nel 1951 iniziò la produzione del modello Sport, sempre della stessa cilindrata ma con caratteristiche più sportive rispetto al precedente; fu questo probabilmente il modello di maggior successo della casa, la cui produzione continuò fino al 1958.
Le moto Rumi si sono sempre distinte per la loro originalità, tanto stilistica quanto tecnica, tanto da essere definite le moto dell'artista anche per il fatto che il loro "padre", Donnino Rumi, fu un valente pittore e scultore e dedicò all'arte anche tutto il suo tempo una volta ritiratosi dall'attività industriale.
Nel 1951 la Rumi volle cimentarsi anche nel settore degli scooter, all'epoca dominato dai due colossi Vespa e Lambretta, presentando un veicolo molto originale lo Scoiattolo, rimasto in produzione sino al 1957, seguito nel 1954 dal Formichino che rimase in produzione sino alla chiusura dell'azienda. Anche questi veicoli utilizzavano lo stesso propulsore delle precedenti.

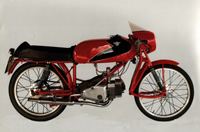
La Rumi Junior

Un'altra tipologia di moto a cui la Rumi si dedicò fu quella da regolarità, molto in voga ai tempi e paragonabile agli attuali enduro; presentò allora il Regolarità, non messo peraltro in produzione di serie ma preparato specificatamente per le competizioni motociclistiche.
La Rumi si fece in breve anche una buona nomea nel campo delle competizioni, sia su strada che fuoristrada, e fece tesoro dell'esperienza accumulata per presentare al pubblico dei modelli spiccatamente di indole corsaiola come il Rumi Junior presentato nel 1955 e prodotto sino al 1959. Noti furono anche i Go Kart realizzati dalla casa, poiché tra l'altro si trattava di uno dei primi produttori di Karts in Italia. Erano prevalentemente motorizzati con il rinomato motore 125 ed erano realizzati con un telaio tubolare piuttosto elegante nelle forme, merito questo (come già detto) del suo fondatore "artistico".
L'azienda bergamasca, che era riuscita a raggiungere anche i 1.500 occupati e a diventare una delle fabbriche orobiche più importanti, venne coinvolta anche suo malgrado in un dissesto finanziario, causato in parte anche da sconvolgimenti politici in Argentina che causarono la perdita di ingenti forniture di macchine tessili. Da questi eventi non riuscì a risollevarsi terminando la sua produzione, compresa quella di mezzi a due ruote, nel 1960.

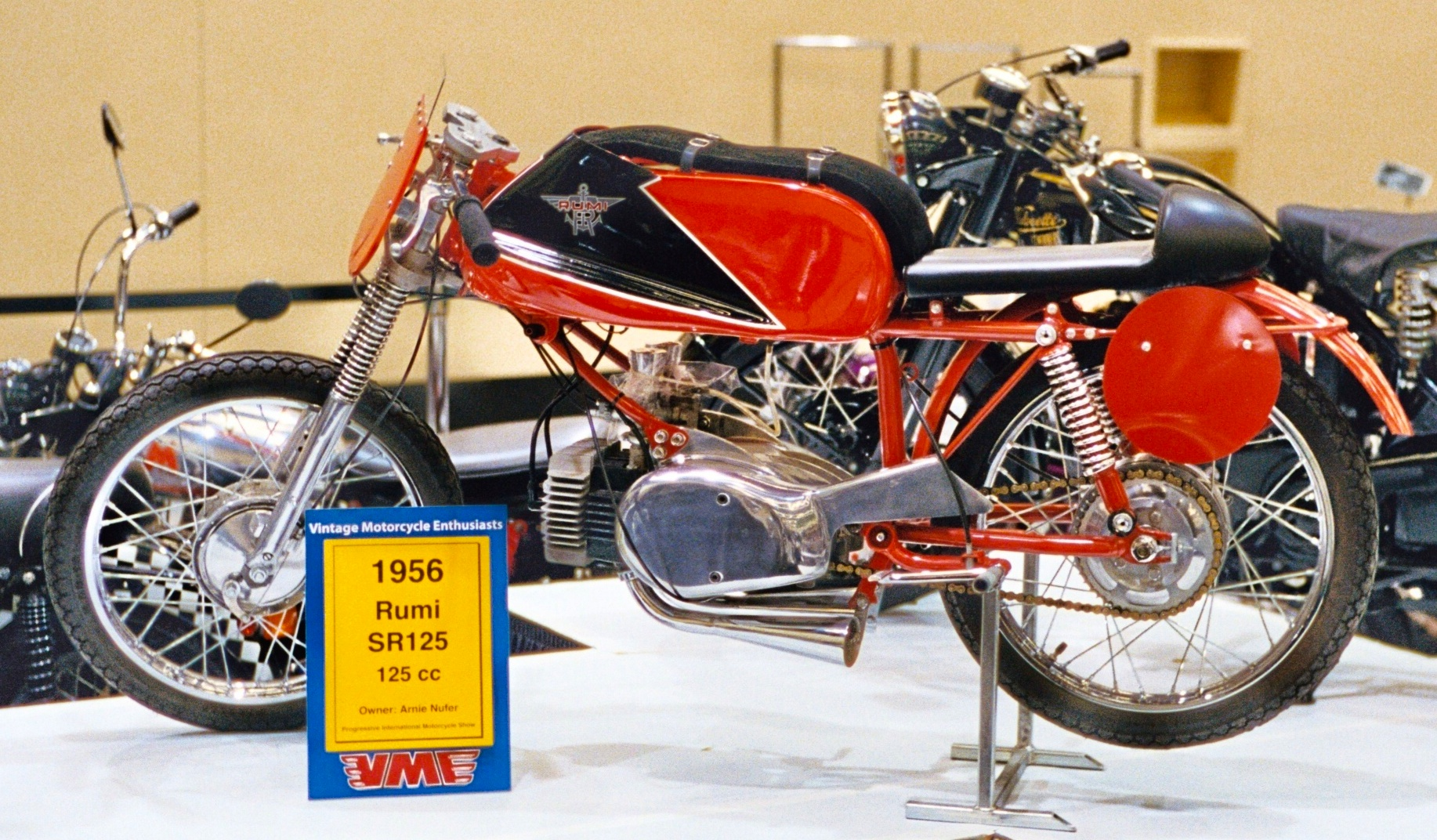
1956 Rumi SR125
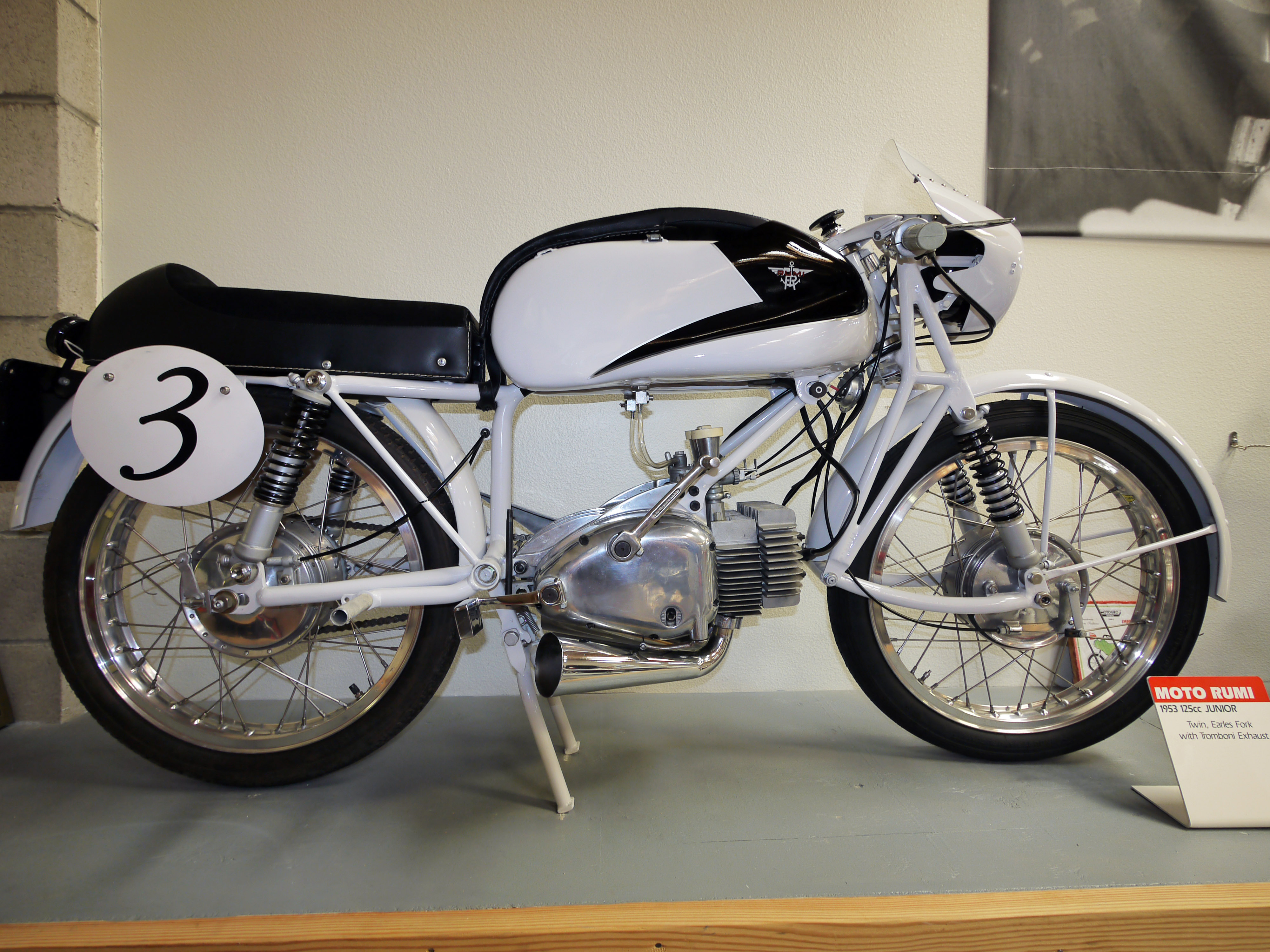
Rumi 125 Junior 1953
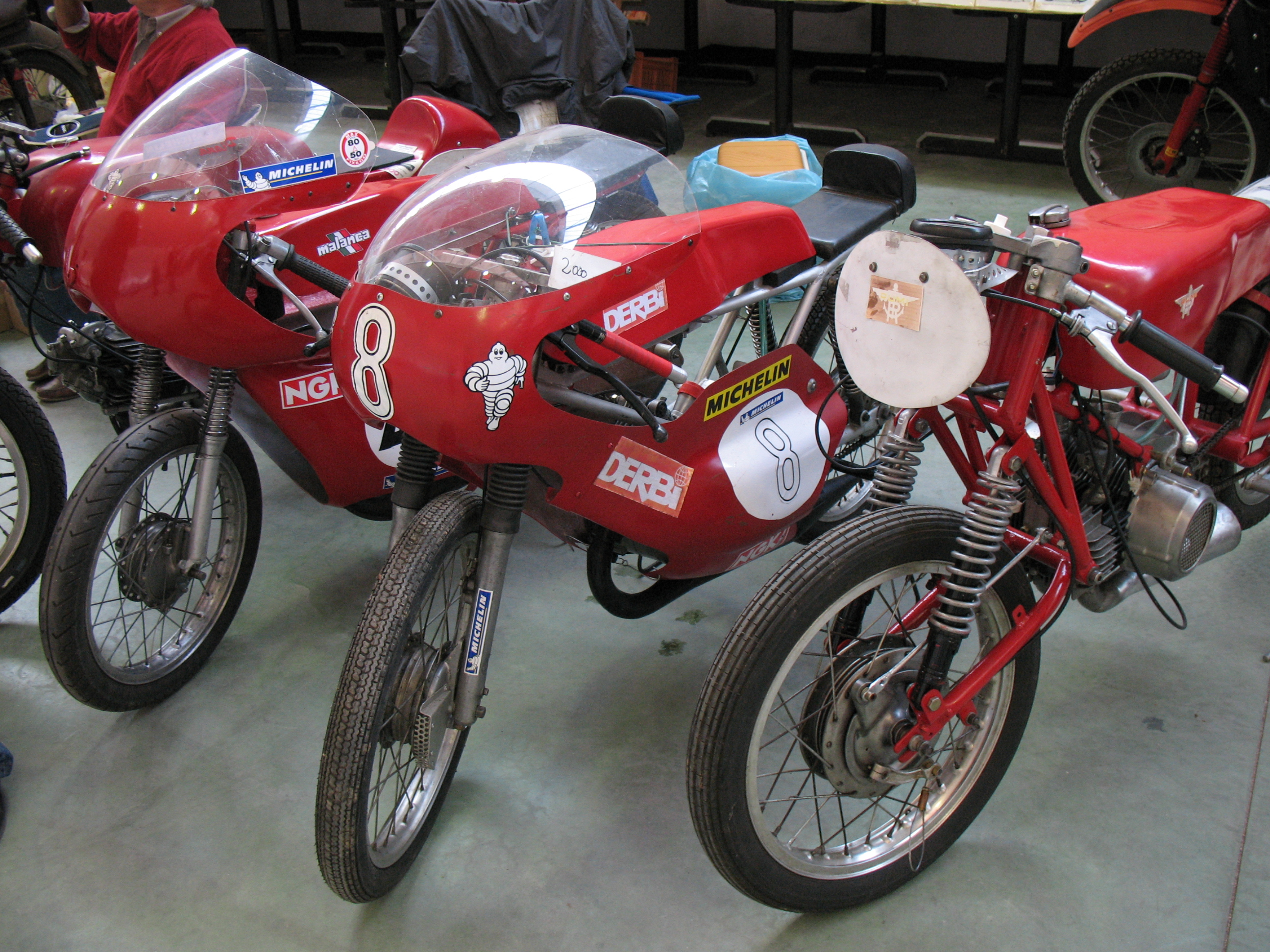
Rumi, Derbi
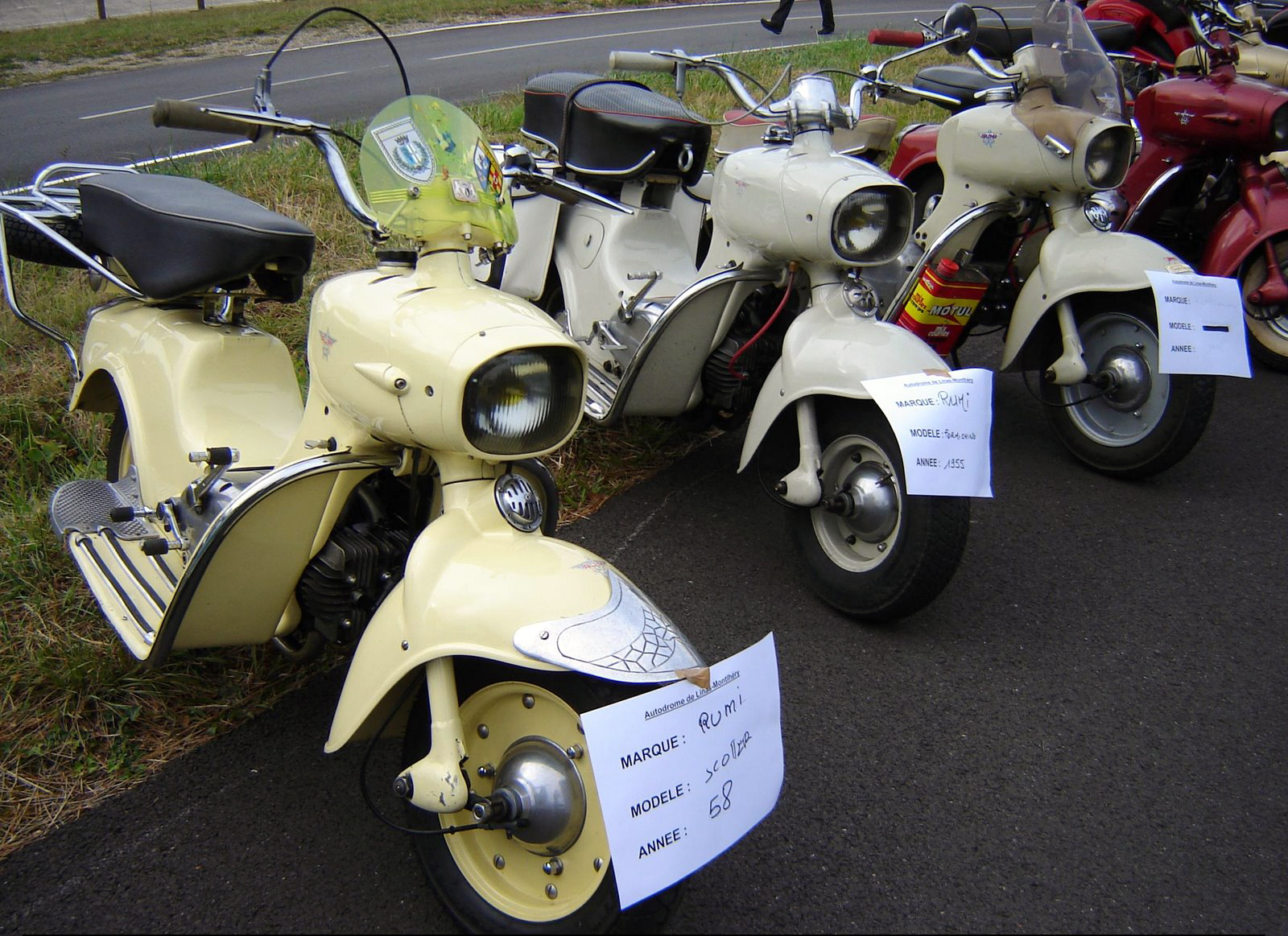
Rumi Formichini